# Aristomachos (Sohn des Talaos)
Aristomachos (altgriechisch Ἀριστόμαχος Aristómachos) ist eine Männergestalt der griechischen Mythologie.
Aristomachos war ein Sohn des Königs Talaos von Argos und der Lysimache. Entweder war er der Vater oder nach einer anderen Sagenvariante der Bruder des Hippomedon, der zu den sieben Helden gehörte, die gegen Theben zogen.